# Ляхов, Сергей Владимирович
Сергей Владимирович Ляхов (род. 1 марта 1968, Москва) — советский и российский легкоатлет. Участник Летних Олимпийских игр 1996 года в Атланте. Чемпион СССР 1990, чемпион России 1993—1994 в метании диска и 1999—2000 в толкании ядра. Серебряный призёр Игр доброй воли 1994 года.

## Биография
Родился в семье легкоатлетов. Отец — Владимир Ляхов, дед — Сергей Ляхов, мать Лидия Шмакова — чемпионка СССР по пятиборью[уточнить]. По примеру матери занялся многоборьем и Сергей. Скоро он стал одним из лучших в Москве. Но чрезмерные нагрузки на позвоночник не соответствовали юному возрасту занимающегося. Врач нашёл у Ляхова серьёзную патологию и запретил занятия спортом. Мрачные прогнозы врачей, однако, не оправдались. Благодаря специальным упражнениям, Сергей вернулся в спорт и продолжил тренировки уже под личным руководством отца.
В 1990 году 22-летний Сергей-младший стал предпоследним чемпионом СССР с личным рекордом 64,36 м. В том же году 53-летний Владимир Ляхов метал на соревнованиях ветеранов диск, как и 32 года назад, на 55 метров. Сергей-старший участвовал во Всесоюзной Спартакиаде 1928 года. Владимир участвовал во всех семи первых Спартакиадах народов СССР начиная с 1956. Сергей-младший успел стать призёром последней — в 1991. Рекорд отца — 66,04 — он перекрыл в 1993 году, а свой лучший результат показал в 32 года в 2000.
В 1994 году он окончил МоГИФК.
К сезону 1998 года Сергей Ляхов решил расширить программу своих выступлений. К диску он добавил ядро, в котором уже выступал раньше. Единственный спортсмен в истории России, который отбирался на разные Олимпиады в разных технических видах лёгкой атлетики: Олимпиада в Атланте 1996 год в диске, Олимпиада в Сиднее 2000 год — в ядре (со скачка)[уточнить] (отбор не прошёл; в Играх не участвовал).

### Ветеран
В 2010 году — чемпион Европы среди мастеров (Ньерехазен, Венгрия). В 2011 году — чемпион мира среди мастеров (Сакраменто, США).
В 2019 году Сергей Ляхов, выступая без специальной подготовки, стал чемпионом России среди ветеранов 50—54 лет в толкании ядра с результатом 15,59 м.

### После спорта
После окончания спортивной карьеры снялся в нескольких фильмах, наиболее известный — телесериал «Дальнобойщики».

## Результаты

### Соревнования
| Год    | Соревнования                   | Город           | Дата        | Дисциплина | Результат | Место  | Видео |
| СССР   | СССР                           | СССР            | СССР        | СССР       | СССР      | СССР   | СССР  |
| ------ | ------------------------------ | --------------- | ----------- | ---------- | --------- | ------ | ----- |
| 1990   | Игры доброй воли               | Сиэтл           | 23 июля     | диск       | 61,94 м   | 5      |       |
| 1991   | Чемпионат мира                 | Токио           |             | диск       | 61,00 м   | 9      | Видео |
| Россия |                                |                 |             |            |           |        |       |
| 1993   | Финал Гран-при IAAF            | Лондон          | 10 сентября | диск       | 61,80 м   | 5      |       |
| 1994   | Чемпионат Европы               | Хельсинки       |             | диск       | 60,80 м   | 9      |       |
| 1994   | Игры доброй воли               | Санкт-Петербург | 24—29 июля  | диск       | 62,22 м   | II     |       |
| 1995   | Чемпионат мира                 | Гётеборг        |             | диск       | 60,50 м   | 15 (q) |       |
| 1995   | Финал Гран-при IAAF            | Монте-Карло     | 9 сентября  | диск       | 66,78 м   | II     |       |
| 1996   | Олимпийские игры               | Атланта         | 29 июля     | диск       | 62,42 м   | 9 (Q)  |       |
| 1996   | Олимпийские игры               | Атланта         | 31 июля     | диск       | 60,62 м   | 11     | Видео |
| 1997   | Чемпионат мира                 | Афины           |             | диск       | 59,72 м   | 22 (q) |       |
| 1998   | Игры доброй воли               | Нью-Йорк        | 19 июля     | диск       | 60,14 м   | 7      |       |
| 1999   | Финал Гран-при IAAF            | Мюнхен          | 11 сентября | диск       | 61,58 м   | 8      |       |
| 2000   | Чемпионат Европы (в помещении) | Гент            | 26 февраля  | ядро       | 18,10 м   | 16 (q) |       |

| Год    | Соревнования            | Город           | Дата                | Дисциплина | Результат | Место   | Видео |
| СССР   | СССР                    | СССР            | СССР                | СССР       | СССР      | СССР    | СССР  |
| ------ | ----------------------- | --------------- | ------------------- | ---------- | --------- | ------- | ----- |
| 1988   | Кубок                   | Владивосток     |                     | диск       | 62,64 м   | 2       |       |
| 1989   | Кубок сезона            | Сочи            | 27—28 мая           | диск       | 60,46 м   | 4       |       |
| 1989   | Игры молодёжи           | Донецк          | 10 июля             | диск       | 60,60 м   | III     |       |
| 1990   | Кубок сезона            | Сочи            | 26—27 мая           | диск       | 63,30 м   | 1 (в/к) |       |
| 1990   | Чемпионат               | Киев            | 5—7 июля            | диск       | 64,36 м   | I       |       |
| 1991   | Спартакиада             | Киев            | 10—13 июля          | диск       | 62,28 м   | II      |       |
| СНГ    |                         |                 |                     |            |           |         |       |
| 1992   | Чемпионат               | Москва          | 24 июня             | диск       | 61,46 м   | 6       |       |
| России |                         |                 |                     |            |           |         |       |
| 1993   | Чемпионат (зимний)      | Краснодар       | 20 февраля          | диск       | 58,62 м   | I       |       |
| 1993   | Чемпионат               | Москва          | 18—20 июня          | диск       | 62,64 м   | III     |       |
| 1994   | Чемпионат               | Санкт-Петербург | 14 июля             | диск       | 61,58 м   | I       |       |
| 1995   | Чемпионат               | Москва          | 16—18 июня          | диск       | 64,12 м   | I       |       |
| 1996   | Чемпионат               | Санкт-Петербург | 5 июля              | диск       | 60,84 м   | II      |       |
| 1997   | Чемпионат               | Тула            | 10 июля             | диск       | 60,72 м   | II      |       |
| 1998   | Чемпионат               | Москва          | 31 июля — 3 августа | диск       | 58,97 м   | II      |       |
| 1999   | Чемпионат               | Тула            | 29 июля — 1 августа | ядро       | 19,54 м   | I       |       |
| 1999   | Чемпионат               | Тула            | 29 июля — 1 августа | диск       | 60,99 м   | III     |       |
| 2000   | Чемпионат (в помещении) | Волгоград       | 4—6 февраля         | ядро       | 18,33 м   | I       |       |
| 2000   | Чемпионат               | Тула            | 22—26 июля          | ядро       | 18,82 м   | III     |       |
| 2001   | Чемпионат               | Тула            |                     | диск       | 57,21 м   | 4       |       |
| 2002   | Чемпионат               | Чебоксары       |                     | диск       | 60,78 м   | III     |       |
| 2004   | Чемпионат               | Тула            |                     | диск       | 58,32 м   | III     |       |

## Семья
- Женат, имеет троих детей.
- Младшая сестра по отцу Юлия Ляхова (род. 1977) — прыгунья в высоту, чемпионка мира-96 среди юниорок, победительница молодёжного европейского первенства, обладательница серебряной медали Игр доброй воли в Нью-Йорке.